# Quercus uxoris
Quercus uxoris là một loài thực vật có hoa trong họ Cử. Loài này được McVaugh miêu tả khoa học đầu tiên năm 1972.